# 埋藏寶藏中的勁量哈頓
《埋藏寶藏中的勁量哈頓》（英語：Eveready Harton in Buried Treasure，又稱或）是一部製作於1928年前後的成人動畫短片，描述了總是充滿性欲的主人翁與女人、男人、驢子與牛相遇的不可思議冒險。

## 概略

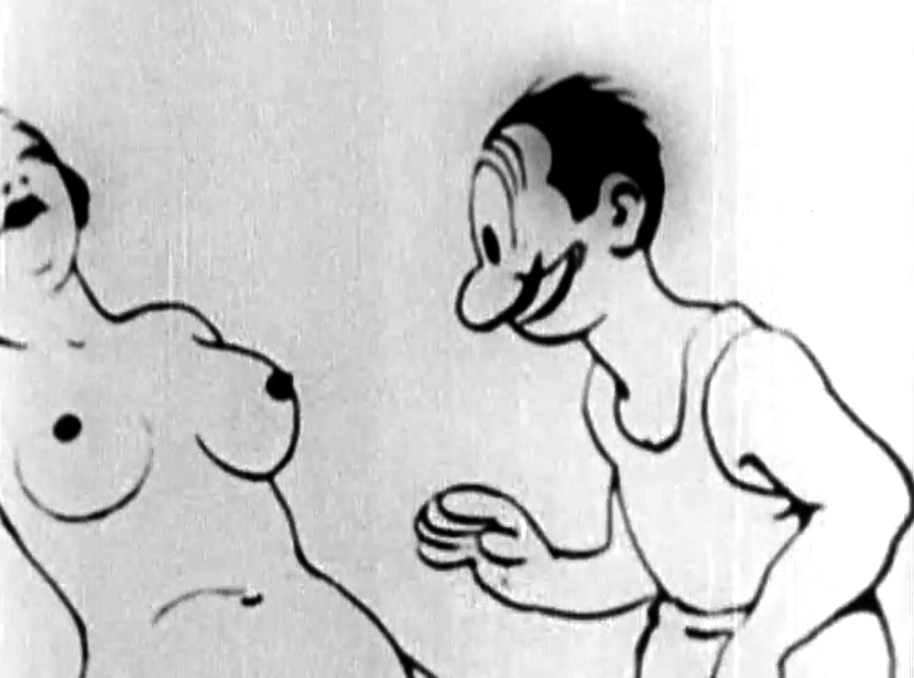

該影片主要製作於古巴，其創作者未知；有廣為流傳的謠言顯示該作品為一群知名藝術家向溫瑟·麥凱之創作。
迪士尼動畫師瓦德·金寶對該片之歷史背景作出以下簡述:
第一部色情卡通被創作於紐約；該片名為"Eveready Harton"，並被創作於1920年代晚期，而且，當然，是一部由三個工作室完成的無聲電影。每個工作室都只完成其中一個段落，並互不告知彼此其創作內容。A工作室在完成第一個段落後將其最後一張圖稿交予B工作室......參與者有馬克思·弗萊舍、保羅·特里以及Mutt and Jeff工作室。他們直到某個晚上舉行盛大放映時才見到完整作品。一些在現場的人告訴我該片放映時引起的笑聲幾乎足以掀開旅館的屋頂。
當該片的複本在於1970年代晚期在洛杉磯放映時，節目之中的註解提及該片之貢獻者有喬治·斯大林 (George Stalling)、喬治·卡納塔 (George Canata)、小魯迪·薩莫拉、沃爾特·朗茲。

## 外部連結
- LiveLeak（英语：LiveLeak）上的完整版本 （页面存档备份，存于）
- Vimeo上的Eveready Harton in Buried Treasure
- YouTube上的Eveready Harton in Buried Treasure 1929 （页面存档备份，存于）
- 互联网电影数据库（IMDb）上《埋藏寶藏中的勁量哈頓》的资料（英文）